# Turismo na Áustria
O turismo dá forma a uma parte importante da economia austríaca, representando quase 9% do produto interno bruto. Até à data de 2007, o número total de estadias turísticas durante a noite era aproximadamente o mesmo para a estação do verão e do inverno, com picos em fevereiro e em julho/agosto.
Em 2007, a Áustria classificou-se como o 9.º destino turístico que consegue mais receitas através do turismo em todo o mundo, com os 18,9 mil milhões US$ (18.9 bilhões de dólares). Em chegadas internacionais de turistas, a Áustria classificou-se em 12.º lugar na tabela com os 20,8 milhões de turistas.

## Principais destinos
Viena atrai a maior parte dos turistas, no verão e no inverno. Salzburgo recebe aproximadamente um quinto das dormidas comparado com Viena, que lhe garante o 2º lugar no verão. No inverno, uma grande oferta de desportos de inverno na Áustria ocidental, atrai a maioria dos visitantes para o interior do país, este alcançando Salzburgo no número de estadias de turistas durante a noite: Sölden, Saalbach-Hinterglemm, Ischgl, Sankt Anton am Arlberg, e Obertauern, são os locais onde se localizam a maioria dos resorts de desporto.
As visitas a Áustria incluem na maior parte das vezes, visitas a Viena e à sua catedral, aos seus "Heurigen" (pubs de vinho) e eventos românticos de valsa.
Na parte ocidental do país a província Vorarlberg alcanga o lago Constance, na zona oriental de Neusiedler.

## Arte Média
Para os visitantes interessados na arte dos média, há o centro do ARS Electronica em Linz. Desde 1979 este centro organizou o festival do ARS Electronica e apresentou o Prix Ars Electronica, um dos prémios mais afamados e considerados a nível mundial para a arte dos média.